# تسخیرشدگی خانه هیل (مجموعه تلویزیونی)
تسخیرشدگی خانه هیل (به انگلیسی: The Haunting of Hill House)، یک سریال اینترنتی آنتولوژی در ژانر ترسناک فراطبیعی است که توسط مایک فلنگن خلق شده‌است. این سریال اقتباسی مدرن از کتاب ترسناک کلاسیک به همین نام نوشتهٔ شرلی جکسن است. تسخیرشدگی خانه هیل از محصولات اصلی نت‌فلیکس است و توسط همین شرکت ساخته و توزیع شده‌است. داستان سریال، روایتی غیرخطی دارد و حوادث پیش آمده برای خانوادهٔ کرین را به تصویر می‌کشد که به خاطر اتفاقاتی، مجبور می‌شوند تا دوباره با ترس‌های قدیمی خود مواجه شوند.
میخیل هایسمان، کارلا گوجینو، هنری توماس، الیزابت ریسر، الیور جکسون-کوهن، کیت سیگل، ویکتوریا پدرتی، لولو ویلسون و مکینا گریس از جمله بازیگران سریال در فصل یکم هستند. بسیاری از بازیگران سریال پیش‌تر تجربهٔ همکاری با مایک فلنگن در آثار قبلی او همچون ویجا: خاستگاه شیطان و سکوت را داشته‌اند.
فصل نخست سریال، در ده قسمت ۵۰ دقیقه‌ای و در تاریخ ۱۲ اکتبر ۲۰۱۸ از سوی نت‌فلیکس منتشر شد. سریال با استقبال بسیار خوبی از سوی منتقدان و تماشاگران همراه بود. منتقدان در نقدهای خود تیم بازیگری، روایت داستانی، فیلم‌برداری و موسیقی سریال را ستودند. استیون کینگ، نویسندهٔ ژانر وحشت در صفحهٔ توئیتر خود بسیار از این سریال تعریف کرد.
بعد از موفقیت بسیار زیاد سریال در فصل نخست، در فوریهٔ ۲۰۱۹ اعلام شد که سریال برای فصل دوم تمدید خواهد شد. فصل دوم سریال با عنوان تسخیرشدگی عمارت بلای بر اساس رمان ترسناک سخت‌تر شدن اوضاع نوشتهٔ هنری جیمز اقتباس شد. داستان کتاب دربارهٔ زنی است که مسئولیت مراقبت از دو فرزند یتیم در کاخی بزرگ و وحشتناک را بر عهده دارد. فصل دوم سریال در سال ۲۰۲۰ توسط نت‌فلیکس منتشر شد.

## داستان
تابستان سال ۱۹۹۲، زن و شوهر جوانی به نام هیو و اولویا کرین به همراه پنج بچه خود (شامل سه دختر و دو پسر)؛ یعنی استیون، شرلی، تئودورا، لوک و الینور (نل) به‌طور موقت به خانه‌ای بسیار قدیمی و بزرگی می‌روند که پیش‌تر خانوادهٔ دیگری به نام هیل در آن سکونت می‌کردند. هیو قصد دارد با تعمیر کردن خانه که برای مدت زیادی خالی از سکنه بوده؛ آن را بفروشد تا بتواند پول خوبی بدست آورد اما به مرور رخدادهایی غیرقابل پیش‌بینی در خانه به وقوع می‌پیوندد که سرنوشت خانواده را برای همیشه عوض می‌کند ....